# Buslijn W (Haaglanden)
Buslijn W was tweemaal een buslijn van de HTM in de regio Haaglanden in de Nederlandse provincie Zuid-Holland.

## 1931-1940
Buslijn W ging rijden op 19 juni 1931 tussen ZHESM-station Wassenaar en Wassenaar-dorp(haven), via de Rijksstraatweg, als aanvulling op tramlijn I² naar Leiden en tramlijn 13 naar Marlot. De lijnkleur was bruin. De HTM nam deze buslijn over van de Internationale Automobiel Maatschappij. Vroeger was dat HTM-buslijn B.
Buslijn W reed, met een onderbreking van 10-15 mei 1940 wegens de Duitse inval, tot 22 mei 1940. 3 augustus 1940 mocht lijn W weer rijden, maar wel om de dag afgewisseld met busbedrijf Duinlander. Op 1 oktober 1940 was het echter definitief afgelopen. Wegens de oorlogstoestand zou lijn W niet meer in Wassenaar terugkeren.

## 1953-1955
Op 1 januari 1953 ging de tweede buslijn W van start, tussen station Hollands Spoor en het nieuwe bedrijvengebied Binckhorst. Doordeweeks was de Maanweg het eindpunt, en op zondag de Zonweg. In feite was deze lijn een heropleving van de vooroorlogse Dienst St. Barbara, die tussen 1934 en 1952 op bepaalde dagen naar de begraafplaats aldaar reed. 
Op 1 november 1955 verloren alle HTM-buslijnen hun lijnletters, en werd bus W bus 30.